# Dale T. Mortensen
Dale Thomas Mortensen (Enterprise, Oregon, 2 de febrer de 1939 - Wilmette, Illinois, 9 de gener de 2014) fou un economista nord-americà. La investigació de Mortensen se centra en l'economia laboral i la macroeconomia. És conegut pel seu treball pioner en la "teoria de la cerca" aplicada al mercat de treball. Li fou atorgat el Premi del Banc de Suècia de Ciències Econòmiques el 2010, juntament amb Christopher A. Pissarides i Peter A. Diamond, "per les seves anàlisis dels mercats amb friccions de cerca"'.

## Biografia
Fill de Thomas Peter Mortensen i Verna Ecklund. Dale Mortensen va néixer el 1939 a Enterprise, Oregon, però es crià a la vall del riu Hood on el seu pare es dedicava a la silvicultura. Estudià economia a la Universitat de Willamette amb una beca, obtenint el B.A. el 1961. Posteriorment realitzà els estudis de doctorat a la Universitat Carnegie Mellon. Allà es dedicà a la seva tesi sobre la teoria del creixement econòmic, dirigida per Michael Lovell, i es doctorà el 1967. Fou estudiant de Robert Lucas i Oliver E. Williamson. Durant aquests anys conegué a la seva dona, Beverly Patton, es casaren i tingueren tres fills, Karl, Lia i Julie.
S'incorporà al departament de la Universitat Northwestern el 1965. En aquesta nova etapa és quan començà a interessar-se en les friccions de cerca i en com incorporar-les a la teoria econòmica. L'agost de 1982 va visitar la Universitat d'Aarhus per a conèixer les característiques d'una nova base de dades danesa sobre la vida laboral i salarial. Aquesta visita al país natal del seu pare fou l'inici d'una llarga relació amb la Universitat d'Aarhus on va fer estades el 1998 i de 2006 a 2010.
Formà part del consell editorial de la American Economic Review de 1988 a 1990 i del consell assessor editorial de la Review of Economic Dynamics des de 1997. Fou president de la Society for Economic Dynamics de 1995 a 2000. Fou Research Fellow de l'Institute for the Study of Labor (IZA) de 2001 a 2014 i Research Associate del National Bureau of Economic Research de 2005 a 2014.

## Contribució a la recerca econòmica
Amb "A Theory of Wage and Employment Dynamics" i "Job Search, the Duration of Unemployment and the Phillips Curve", publicats el 1970, Mortensen inicià la modelització d'un nou enfocament dinàmic per a entendre l'atur. Aquest nou enfocament es basa en el fet que a l'economia es creen nous llocs de treball al mateix temps que se'n destrueixen part dels existents. Per tant, els treballadors han de passar per un cert temps a l'atur mentre troben feina entre els nous llocs de treball creats. El temps que triguen a recol·locar-se és degut al fet que el mercat de treball no està centralitzat, és a dir, els treballadors no tenen informació sobre totes les feines existents sinó que han de buscar a través de diferents canals.
Els models de Mortensen de 1970 contrasten amb el model keynesià segons el qual l'atur és causat per una demanda de treball insuficient. En canvi, el model dinàmic de cerca implica que el treballador rebutja les feines que no són adequades a les seves necessitats, no perquè no vulgui treballar, sinó perquè prefereix esperar fins a trobar la feina adequada.
En els anys posteriors, Mortensen continuà treballant en la teoria de la cerca. Les seves contribucions, juntament amb les de Diamond i Pissarides, va donar lloc a l'establiment d'un model dinàmic del mercat de treball conegut com a “model DMP” i que ha esdevingut una eina clau en l'analisi macroeconòmica dinàmica. D'aquesta etapa és el seu article més conegut, “Job creation and job destruction in the theory of unemployment”, fruit de la seva cooperació amb Pissarides.
Amb Kenneth Burdett va estudiar l'efecte del procés de cerca en les diferències salarials entre treballadors. Els resultats d'aquesta anàlisi "Wage Differentials, Employer Size and Unemployment", publicat el 1998, ha esdevingut la base teòrica per a una nova literatura empírica sobre la dispersió salarial.

## Premis i reconeixements
Fou elegit Fellow of the Econometric Society el 1979, Fellow of American Academy of Arts and Sciences el 2000, Fellow of the European Economic Association el 2005, Fellow of the Society for Labor Economics el 2005, American Economic Association Distinguished Fellow el 2008, Fellow of the Economists for Peace in Society el 2013, Member of the National Academy of Sciences el 2013, Member of the Royal Danish Academy of Science and Letters el 2013 i Economic Theory Fellow el 2013.
Fou guardonat amb el IZA Labor Economics Prize el 2005, Society of Labor Economics Mincer Prize el 2007 i el Premi Nobel d'Economia el 2010.

## Publicacions destacades
- K. Burdett and D. Mortensen (1998), 'Wage differentials, employer size, and unemployment.' International Economic Review 39, pp. 257–73.
- D. Mortensen and C. Pissarides (1994), 'Job creation and job destruction in the theory of unemployment.' Review of Economic Studies 61, pp. 397–415.
- D. Mortensen (1986), 'Job search and labor market analysis.' Ch. 15 of Handbook of Labor Economics, vol. 2, O. Ashenfelter and R. Layard, eds., North-Holland.
- D. Mortensen (1970), 'Job search, the duration of unemployment, and the Phillips curve.' "The American Economic Review" 60(5), 847-62
- D. Mortensen (1970), 'A theory of wage and employment dynamics.' In Microeconomic Foundations of Employment and Inflation Theory, E. Phelps et al., eds., Norton, ISBN 978-0-393-09326-1